# José Marrufo
José Luis Marrufo Jiménez (Turén, Portuguesa ,Venezuela; 12 de mayo de 1996) es un futbolista venezolano que juega como defensa en Macará de la Serie A de Ecuador.

## Trayectoria
José Marrufo dio sus primeros pasos en el fútbol cuando tenía 5 años en la Víctor Julio Ramos en Turén, estado Portuguesa. Luego, jugó en las categorías sub-16 y sub-18 del Atlético Turén.
Después, partió al Caracas Fútbol Club, equipo en el que jugó en las categorías sub-18 y sub-20.
En el 2014 fue traspasado al ACD Lara, equipo con el que debutó en Primera División del fútbol venezolano.
En junio de 2015 fichó con el Deportivo Táchira, nueve veces campeón del fútbol de su país. Estuvo vinculado al carrusel aurinegro hasta diciembre de 2019.
En 2024 firmó como agente libre con Macará de la Primera División de Ecuador, con un contrato hasta finales de 2025.

## Selección nacional
José Marrufo está cumpliendo el proceso juvenil con la selección nacional de Venezuela. Participó en la mini Copa América con la Vinotinto sub-15, en la que fue el capitán y marcó un gol contra Brasil. Fue parte del plantel que jugó el Sudamericano sub-17, que se celebró en San Luis, Argentina, en abril de 2013. Venezuela logró el subcampeonato en ese certamen y el boleto al Mundial de la categoría, que se disputó en Emiratos Árabes Unidos ese mismo año.Marrufo jugó uno de los tres partidos de Venezuela en esa Copa del Mundo (ante Rusia).
Asimismo, José fue parte del grupo vinotinto que disputó el Sudamericano sub-20, que tuvo lugar en Uruguay, en enero de 2015. Fue titular y jugó los 90 minutos en los tres partidos frente a Chile, Brasil y Colombia.
Por otro lado, fue convocado a la selección absoluta para el primer módulo de trabajo que realizó Noel Sanvicente en el inicio de su ciclo en el banquillo vinotinto, en Caracas en agosto de 2014. Y, en febrero de 2015, fue llamado por "Chita" para el amistoso frente a Honduras, en Barinas, pero no llegó a debutar.

### Campeonato Sudamericano Sub-17
| Torneo            | Sede      | Resultado  | Partidos | Goles |
| ----------------- | --------- | ---------- | -------- | ----- |
| Sudamericano 2013 | Argentina | Subcampeón | 9        | 0     |

### Copa Mundial de Fútbol Sub-17
| Torneo         | Sede                   | Resultado    | Partidos | Goles |
| -------------- | ---------------------- | ------------ | -------- | ----- |
| Mundial Sub-17 | Emiratos Árabes Unidos | Primera fase | 1        | 0     |

### Juegos Centroamericanos y del Caribe
| Torneo                                    | Sede   | Resultado  | Partidos | Goles |
| ----------------------------------------- | ------ | ---------- | -------- | ----- |
| XXII Juegos Centroamericanos y del Caribe | México | Subcampeón | 5        | 0     |

### Campeonato Sudamericano Sub-20
| Torneo            | Sede    | Resultado    | Partidos | Goles |
| ----------------- | ------- | ------------ | -------- | ----- |
| Sudamericano 2015 | Uruguay | Primera fase | 3        | 0     |

## Estadísticas

### Clubes
Actualizado al último partido disputado el 17 de agosto de 2025.
| Club                  | País          | Año           | Partidos | Goles |
| --------------------- | ------------- | ------------- | -------- | ----- |
| ACD Lara              | Venezuela     | 2013-2015     | 21       | 2     |
| Deportivo Táchira     | Venezuela     | 2015-2016     | 29       | 1     |
| Mineros de Guayana    | Venezuela     | 2017-2020     | 96       | 7     |
| Estudiantes de Mérida | Venezuela     | 2020          | 24       | 0     |
| Jaguares de Córdoba   | Colombia      | 2021          | 34       | 1     |
| Deportivo Táchira     | Venezuela     | 2022-2023     | 76       | 3     |
| Macará                | Ecuador       | 2024-act.     | 52       | 5     |
| Total carrera         | Total carrera | Total carrera | 332      | 19    |

## Palmarés

### Campeonatos nacionales
| Título                        | Club               | País      | Año  |
| ----------------------------- | ------------------ | --------- | ---- |
| Copa Venezuela                | ACD Lara           | Venezuela | 2014 |
| Copa Venezuela                | Mineros de Guayana | Venezuela | 2017 |
| Primera División de Venezuela | Deportivo Táchira  | Venezuela | 2023 |